# 傑里西穆冰川
84°42′S 177°3′W / 84.700°S 177.050°W
傑里西穆冰川（英語：Gerasimou Glacier），是南極洲的冰川，位於杜費克海岸，全長9公里，最終在雙子星冰原島峰對面注入沙克爾頓冰川，由德克薩斯理工大學探險隊命名，現時由南極條約體系管理。